# چاینتری
چاینتری (به انگلیسی: Chaintri) یک روستا در پاکستان است که در ناحیه ابوت‌آباد واقع شده‌است.